# L'ultima discesa
L'ultima discesa (6 Below: Miracle on the Mountain) è un film del 2017 diretto da Scott Waugh, con Josh Hartnett e Mira Sorvino. La pellicola è ispirata alla vera storia del campione di hockey Eric LeMarque, raccontata nella sua biografia.

## Trama
Eric LeMarque, un ex giocatore di hockey professionista, dopo aver causato un incidente automobilistico, fugge sulle montagne in cerca di adrenalina facendo dello snowboard. Dovendo fare i conti con una dipendenza da metanfetamine e una vita che gli sta sfuggendo di mano, Eric decide di prendersi un giorno per staccare, ignorando i numerosi avvertimenti sull'imminente arrivo di una tempesta. Durante un'imponente tormenta di neve LeMarque si allontana dalla pista perdendo l'orientamento. Nessuno sa che si è perso, nessuno sa dove si trova ed è completamente solo. In un primo momento il campione non si rende conto di quanto la situazione sia disperata e cerca di trovare un riparo e dell’acqua. Le sue condizioni precipitano quando si trova di fronte ad una coppia di lupi che, vedendolo, chiamano il branco, ed è quindi costretto a crearsi una tana per poter passare la notte, grazie alla sua tavola da snowboard. Il giorno seguente precipita in un lago ghiacciato rischiando di perdere la sua bustina di metanfetamina, quando riesce ad uscire a stento dal lago, si spoglia per fare asciugare i propri vestiti, ed è in quel momento che decide di sacrificare la droga a lui cara per poter creare dell'acqua che lo terrà in vita i giorni seguenti. Intanto Susan, la madre di Eric, intuisce che qualcosa non va e inizia a ripercorrere i movimenti del figlio. Con l'avanzare del congelamento e la continua lotta per la sopravvivenza (motivato anche dai continui flash-back che rivive) le ferite alle gambe vanno in gangrena.  La preoccupazione della madre la porta a mettere in atto un disperato tentativo di salvataggio, anche se la squadra di recupero pensa sia ormai troppo tardi. Quando Eric si rende conto dell’arrivo dei soccorsi, la sua unica chance di farsi localizzare dai soccorritori è arrampicarsi su una parete innevata alta 1300 metri, ma il suo corpo inizia a cedere. Arrivato in cima riesce però a far captare il segnale della sua posizione, così da smuovere i soccorsi, che riescono a salvarlo in tempo. Eric sopravvive anche se perde le gambe, si sposa e diventa un allenatore di hockey.

## Produzione
Le riprese sono iniziate nello Utah a marzo 2016.

## Distribuzione
La pellicola è stata distribuita nelle sale cinematografiche statunitensi il 13 ottobre 2017, mentre in quelle italiane l'8 febbraio 2018.

## Accoglienza
La pellicola a livello internazionale ha incassato 1.1 milioni di dollari, di cui 321.000 euro in Italia.

### Critica
La pellicola non è stata ben accolta dalla critica. Sul sito Rotten Tomatoes ha ottenuto il 24% delle recensioni professionali positive con un voto medio di 4,6 su 10, basato su 17 recensioni.